# Piranoza oksidaza
Piranoza oksidaza (EC 1.1.3.10, glukozna 2-oksidaza, piranozna-2-oksidaza) je enzim sa sistematskim imenom piranoza:kiseonik 2-oksidoreduktaza. Ovaj enzim katalizuje sledeću hemijsku reakciju
-glukoza + O2 {\displaystyle \rightleftharpoons } 2-dehidro-D-glukoza +2O2
Ovaj enzim je flavoprotein (FAD). On takođe oksiduje D-ksilozu, L-sorbozu i D-glukono-1,5-lakton, koji imaju istu konformaciju prstena i konfiguraciju na C-2, C-3 i C-4.

## Literatura
- Nicholas C. Price; Lewis Stevens (1999). Fundamentals of Enzymology: The Cell and Molecular Biology of Catalytic Proteins (Third изд.). USA: Oxford University Press. ISBN 019850229X.
- Eric J. Toone (2006). Advances in Enzymology and Related Areas of Molecular Biology, Protein Evolution (Volume 75 изд.). Wiley-Interscience. ISBN 0471205036.
- Branden C; Tooze J. Introduction to Protein Structure. New York, NY: Garland Publishing. ISBN 0-8153-2305-0.
- Irwin H. Segel. Enzyme Kinetics: Behavior and Analysis of Rapid Equilibrium and Steady-State Enzyme Systems (Book 44 изд.). Wiley Classics Library. ISBN 0471303097.

## Spoljašnje veze
- Pyranose+oxidase на 